# قلب تقسیم‌شده
قلب تقسیم‌شده (انگلیسی: The Divided Heart) فیلمی به کارگردانی چارلز کریچتون است که در سال ۱۹۵۴ منتشر شد. از بازیگران آن می‌توان به کورنل بورچرز، ایوون میچل و الکساندر ناکس اشاره کرد.
کورنل بورچرز موفق شد برای بازی در این فیلم جایزه بفتای بهترین بازیگر نقش اول زن غیربریتانیایی را از آنِ خود کند.